# Javier Salas
Javier Alván Salas Salazar (ur. 20 sierpnia 1993 w Culiacán) – meksykański piłkarz występujący na pozycji defensywnego pomocnika, od 2022 roku zawodnik Juárez.

## Kariera klubowa
Salas pochodzi z miasta Culiacán i jest wychowankiem tamtejszego klubu Dorados de Sinaloa, do którego pierwszej drużyny – występującej wówczas w drugiej lidze meksykańskiej – został włączony jako osiemnastolatek. Przez pierwsze kilka miesięcy nie potrafił sobie wywalczyć miejsca w wyjściowym składzie i w jesiennym sezonie Apertura 2012 właśnie jako rezerwowy dotarł z Dorados do finału rozgrywek Ascenso MX i zdobył puchar Meksyku – Copa MX. W lipcu 2013 został podstawowym zawodnikiem ekipy, a za sprawą udanych występów już po roku został wypożyczony do grającego na najwyższym szczeblu rozgrywek Club Tijuana na mocy współpracy pomiędzy obydwoma drużynami (posiadającymi wspólnego właściciela – Grupo Caliente). W Liga MX zadebiutował za kadencji szkoleniowca Daniela Guzmána, 21 listopada 2014 w wygranym 3:2 spotkaniu z Leónem, w którym strzelił gola samobójczego. Ogółem w Tijuanie grał przez rok bez większych sukcesów, będąc jednak wyłącznie głębokim rezerwowym zespołu.
Latem 2015 Salas powrócił do Dorados, który pod jego nieobecność awansował do najwyższej klasy rozgrywkowej. Przez pierwsze sześć miesięcy sporadycznie pojawiał się na boiskach, lecz później został jednym z jaśniejszych punktów walczącej o utrzymanie w lidze drużyny. Na koniec sezonu 2015/2016 spadł z Dorados z powrotem do drugiej ligi, lecz sam pozostał na najwyższym szczeblu, podpisując umowę z ekipą Club Atlas z siedzibą w Guadalajarze, dokąd został ściągnięty przez José Guadalupe Cruza – swojego byłego trenera z Dorados.
| Sezon     | Klub               | Kraj   | Rozgrywki  | Mecze | Bramki |
| --------- | ------------------ | ------ | ---------- | ----- | ------ |
| 2011/2012 | Dorados de Sinaloa | Meksyk | Ascenso MX | 3     | 0      |
| 2012/2013 | Dorados de Sinaloa | Meksyk | Ascenso MX | 4     | 0      |
| 2013/2014 | Dorados de Sinaloa | Meksyk | Ascenso MX | 26    | 1      |
| 2014/2015 | Club Tijuana       | Meksyk | Liga MX    | 2     | 0      |
| 2015/2016 | Dorados de Sinaloa | Meksyk | Liga MX    | 13    | 0      |
| 2016/2017 | Club Atlas         | Meksyk | Liga MX    |       |        |

## Kariera reprezentacyjna
W maju 2016 Salas został powołany przez trenera Raúla Gutiérreza do olimpijskiej reprezentacji Meksyku U-23 na prestiżowy towarzyski Turniej w Tulonie. Tam rozegrał dwa z czterech możliwych spotkań (obydwa w wyjściowym składzie), zaś Meksykanie zajęli dopiero czwarte, przedostatnie miejsce w grupie, nie kwalifikując się tym samym do fazy pucharowej.